# Вестер-Орштет
Вестер-Орштет (њем. Wester-Ohrstedt) општина је у њемачкој савезној држави Шлезвиг-Холштајн. Једно је од 132 општинска средишта округа Нордфризланд. Према процјени из 2010. у општини је живјело 1.055 становника. Посједује регионалну шифру (AGS) 1054152.

## Географски и демографски подаци
Вестер-Орштет се налази у савезној држави Шлезвиг-Холштајн у округу Нордфризланд. Општина се налази на надморској висини од 26 метара. Површина општине износи 18,5 km². У самом мјесту је, према процјени из 2010. године, живјело 1.055 становника. Просјечна густина становништва износи 57 становника/km².